# Cap Lopatka
Le cap Lopatka (en russe : мыс Лопатка, littéralement « omoplate ») est le point le plus méridional du Kamtchatka, dans l'Est de la Russie, et la localité rurale de Semenovka est son peuplement situé le plus au sud. Le cap Lopatka est situé à l'extrémité de la péninsule Lopatka, à onze kilomètres au nord de l'île de Choumchou, l'île la plus au nord de l'archipel des îles Kouriles, dont il est séparé par le premier détroit des Kouriles. 
Les cosaques ont posé le pied sur la péninsule Lopatka en 1711, mais des traces antérieures de colonies attribuées aux Itelmènes et, éventuellement, aux Aïnous ont été trouvées par des archéologues. Les environs du cap Lopatka sont aujourd'hui encore habités par des membres du peuple Aïnous.
En 1737, le cap Lopatka est submergé par un tsunami géant de 64 mètres de haut qui dévaste la péninsule, déclenché par le séisme au Kamchatka (en)

## Climat
| Mois                                  | jan.        | fév.          | mars         | avril       | mai          | juin         | jui.         | août        | sep.        | oct.         | nov.         | déc.          | année     |
| ------------------------------------- | ----------- | ------------- | ------------ | ----------- | ------------ | ------------ | ------------ | ----------- | ----------- | ------------ | ------------ | ------------- | --------- |
| Température minimale moyenne (°C)     | −5,5        | −6,1          | −4,7         | −2,1        | 0,5          | 3,7          | 6,9          | 8,6         | 7,7         | 4,2          | −0,8         | −4,1          | 0,69      |
| Température moyenne (°C)              | −3,9        | −4,7          | −3,3         | −0,9        | 2            | 5,4          | 8,6          | 10,2        | 9,4         | 5,9          | 0,8          | −2,7          | 2,23      |
| Température maximale moyenne (°C)     | −2,4        | −3,2          | −1,8         | 0,2         | 3,3          | 7            | 10,2         | 11,9        | 11,1        | 7,5          | 2,5          | −1,1          | 3,77      |
| Record de froid (°C) date du record   | −21 26/1979 | −18,7 21/1978 | −17,3 1/1978 | −10 5/1961  | −5 7/1985    | −1,3 1/1977  | 1 1/1976     | 3,5 7/1985  | 0 29/1961   | −2,8 16/1958 | −8,9 30/1960 | −13,2 25/1976 | −21 1979  |
| Record de chaleur (°C) date du record | 4,3 30/2018 | 9,2 25/2021   | 5 30/1957    | 6,6 27/2008 | 13,5 30/2003 | 16,6 29/1976 | 18,5 31/1989 | 17,8 6/1961 | 17,8 2/2011 | 16,1 20/1986 | 10,4 14/2006 | 7,2 21/1961   | 18,5 1989 |
| Ensoleillement (h)                    | 65          | 83            | 122          | 112         | 87           | 72           | 61           | 86          | 131         | 115          | 66           | 52            | 1 052     |
| Précipitations (mm)                   | 48,8        | 41,2          | 49,6         | 37,5        | 43,7         | 53,5         | 80,7         | 94,7        | 93,7        | 101,6        | 82,8         | 58,7          | 780,6     |
| Nombre de jours avec précipitations   | 17,4        | 15,6          | 18,7         | 13,8        | 11,6         | 11,4         | 12,1         | 12,8        | 12,4        | 17,5         | 20,3         | 20,3          | 182,1     |